# Afroestricus verutus
Afroestricus verutus är en tvåvingeart som beskrevs av Scarbrough 2005. Afroestricus verutus ingår i släktet Afroestricus och familjen rovflugor.
Artens utbredningsområde är Kongo. Inga underarter finns listade i Catalogue of Life.